# 安大略美术馆

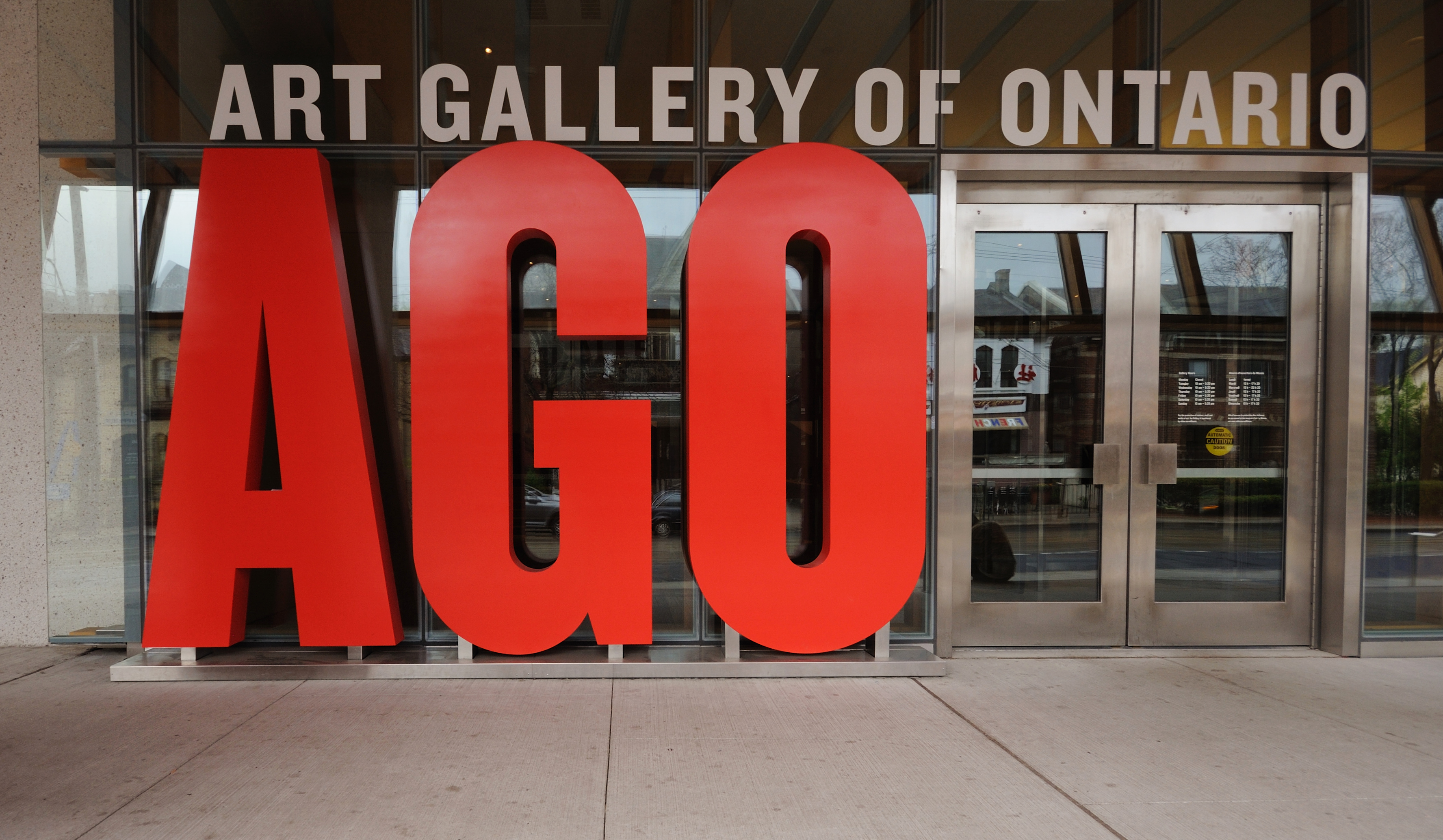
入口

安大略美术馆（英語：Art Gallery of Ontario）是加拿大安大略省多伦多的一个博物馆，收藏欧洲、美国、加拿大等地的艺术品，藏品超过四万件，为北美洲第八大艺术博物馆，收藏品的时间跨度从公元100年至今。安大略美术馆位于多伦多中区华埠旁。